# Dolní Dvory
Dolní Dvory (németül: Unterschön) Cheb településrésze Csehországban a Karlovy Vary-i kerület Chebi járásában. A városközponttól keletre fekszik. A 2001-es népszámlálási adatok szerint 19 lakóháza és 77 lakosa van.

## Népesség
A település népessége az alábbiak szerint alakult:
| Lakosok száma | 119  | 88   | 77   | 83   | 77   | 125  | 118  | 81   | 77   | 49   |
|               | 1869 | 1890 | 1900 | 1921 | 1930 | 1961 | 1970 | 1991 | 2001 | 2021 |